# ویلیام اگینتون
ویلیام اگینتون (متولد ۱۹۶۹) منتقد و فیلسوف ادبی است. وی در حوزه‌های گوناگون از جمله تئاتر، داستان، نقد ادبی، روانکاوی و اخلاق، اصلاح دینی و نظریه‌های میانجیگری مطالب زیادی نوشته‌است.